# 鈴木信太郎 (内務官僚)

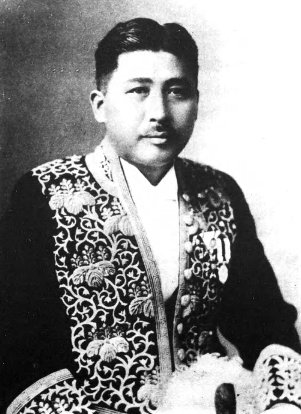
鈴木信太郎

鈴木 信太郎（すずき しんたろう、1884年（明治17年）11月8日 - 1958年（昭和33年）6月27日）は、日本の内務官僚。官選府県知事、錦鶏間祗候。

## 経歴
山形県南置賜郡米沢芳泉町（のち南原村大字芳泉町、現米沢市）出身。元米沢藩士・鈴木幸松の長男として生まれ、母方の祖父・鈴木伊和太の養子となる。第一高等学校を経て、1909年、東京帝国大学法科大学法律学科を卒業。同年11月、文官高等試験行政科試験に合格。1910年、内務省に入り、石川県警部に任官した。
1910年12月、愛媛県警視となる。以後、岩手県事務官、神奈川県理事官、島根県警察部長、台湾総督府警視兼参事官、内務書記官、地方局市町村課長などを歴任した。
1923年10月、奈良県知事に就任。以後、岐阜県・山梨県・長野県・長崎県の各知事を歴任。1935年1月、京都府知事となる。水害による鴨川などの災害復旧と改修事業に取り組んだ。1936年4月に京都府知事を辞し退官した。
1958年6月27日死去。享年74。

## 栄典
- 1921年（大正10年）7月1日 - 第一回国勢調査記念章[2]
- 1940年（昭和15年）8月15日 - 紀元二千六百年祝典記念章[3]

## 親族
- 妻 鈴木はる子（床次竹二郎の長女）